# Seoksu-dong
Seoksu-dong (koreanska: 석수동)  är en stadsdel i staden Anyang i provinsen Gyeonggi,  i den nordvästra delen av Sydkorea,  19 km söder om huvudstaden Seoul. Den ligger i stadsdistriktet Manan-gu.
Administrativt är Seoksu-dong uppdelat i:
| Namn    | Namn               | Yta i km² | Invånare 31 dec 2019 |
| ------- | ------------------ | --------- | -------------------- |
| 석수1동 | Seoksu 1(il)-dong  | 9,22      | 20 300               |
| 석수2동 | Seoksu 2(i)-dong   | 3,42      | 32 943               |
| 석수3동 | Seoksu 3(sam)-dong | 0,70      | 14 194               |